# ダッジ・ブリザ
ブリザ（Brisa）は、ベネズエラにおいてダッジブランドで販売された自動車である。
2002年から2009年にかけて、ベネズエラの自動車メーカーMMCアウトモトリスによって生産された。ダイムラー・クライスラーと韓国ヒョンデとの戦略的提携の下、2世代に渡るヒョンデ車のリバッジ版。ベース車は初代モデルがアクセント(初代)、2代目モデルがゲッツ（日本名はTB）である。

## 初代（2002年-2006年）
第1世代は2002年、ベネズエラ市場でヒュンダイ・アクセントX3のバッジエンジニアリング版として導入された。サルーンとクーペのボディスタイルが販売された。販売不振のため、クーペの生産は2004年に中止された。サルーンは、3ドアモデルと5ドアモデルとしてモデルラインナップに含まれていた。 
排気量1,341cc、12バルブ、最大出力82 hpの4気筒ガソリンエンジンを搭載。車両重量は942〜1410kg。 

## 2代目（2006年-2009年）
第2世代は、第1世代モデルの販売が低迷した後、2006年に導入された。この世代は、ゲッツがベースであった。モダンなデザインで、主に若い客にアピール。排気量1.3L、最大出力81.5hpの 4気筒ガソリンエンジンを搭載。 車両重量は992kg。モデル廃止当時は後継車が存在しなかったが、ダッジ・フォルツァが2013年から販売されたことをもってブリザの後継としている。

## ギャラリー

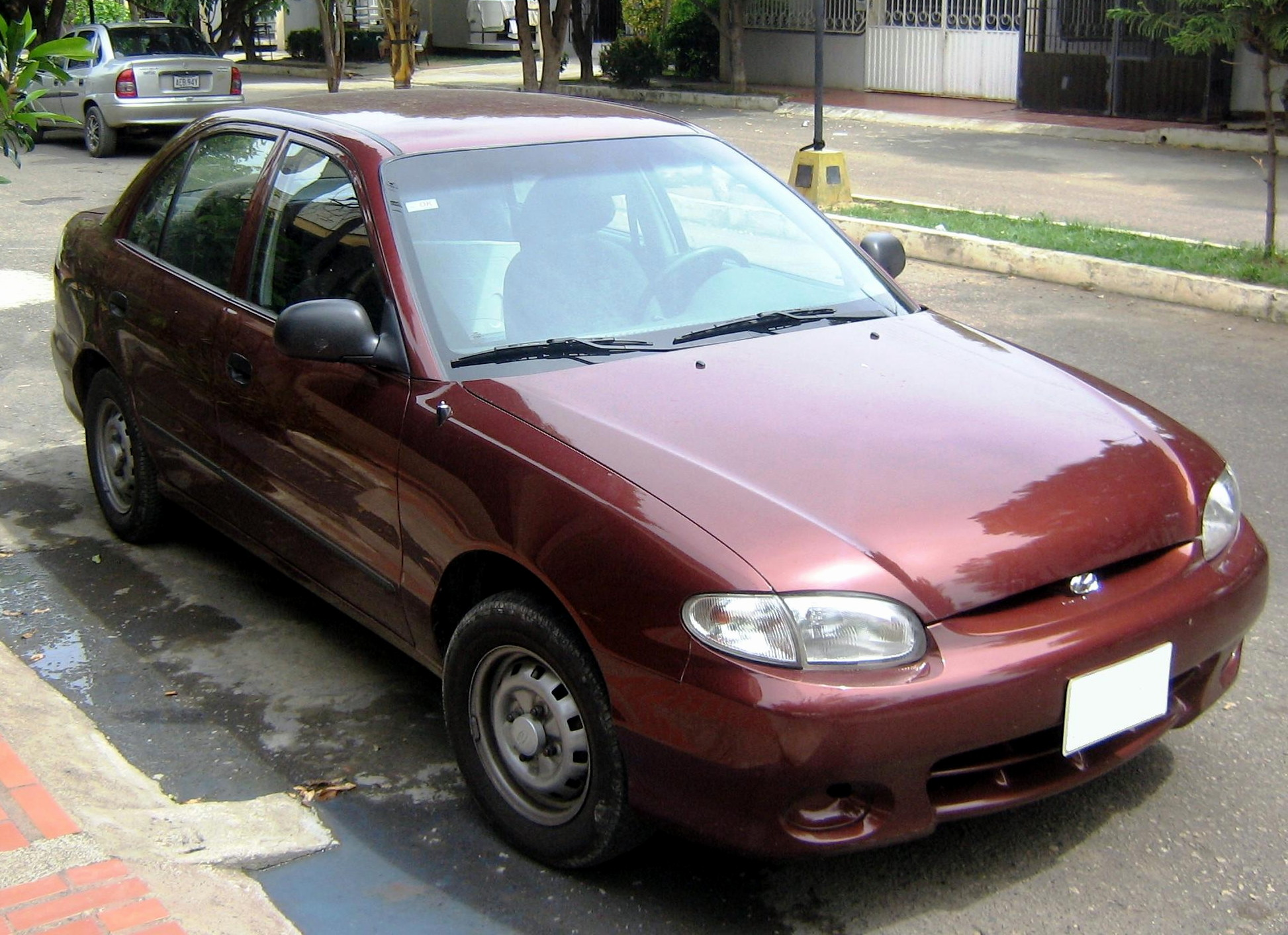
初代 (同型のアクセント)
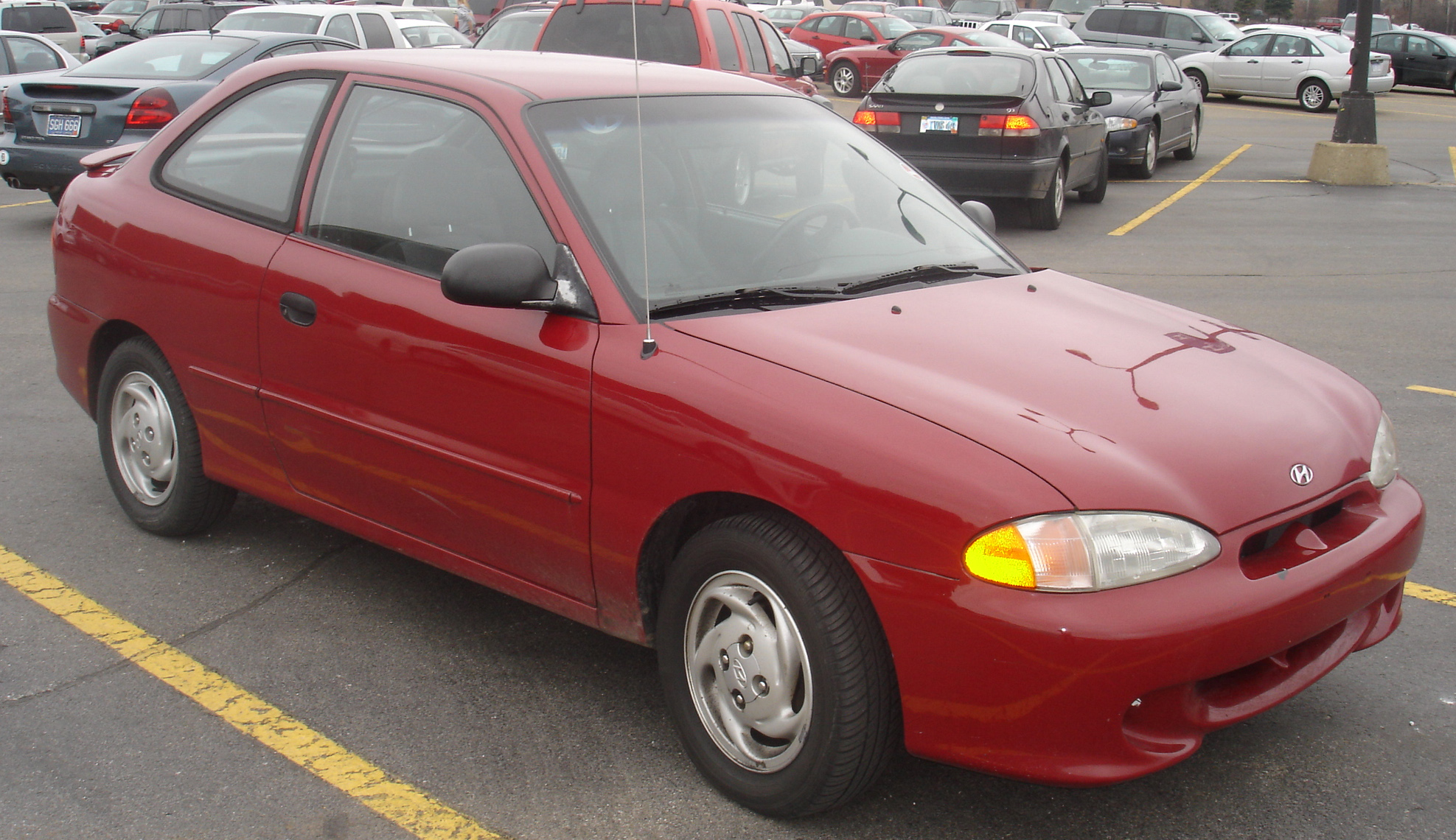
初代クーペ (同型のアクセント)
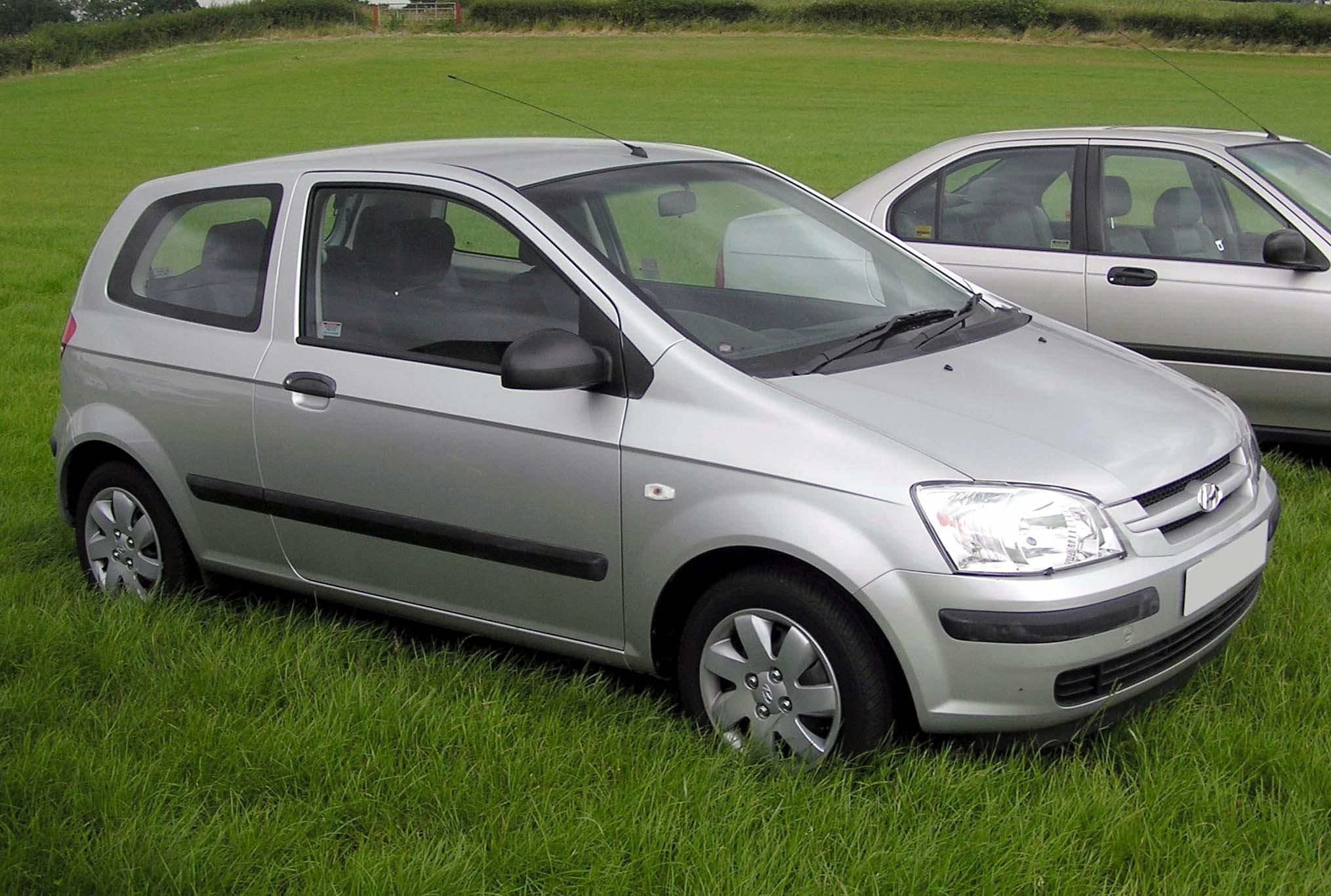
2代目 (同型のゲッツ)